# Île Bartolomé (Équateur)
Pour les articles homonymes, voir Bartolomé et Île Bartolomé.
L'île Bartolomé, en espagnol : Isla Bartolomé, est une île inhabitée d'Équateur située dans l'archipel des Galápagos, à quelques centaines de mètres au sud-est de l'île Santiago.

## Toponymie
Le nom de cette île fait référence à Sir Bartholomew James Sulivan (en), lieutenant de marine anglais qui participa au voyage de Darwin sur le HMS Beagle. On trouve la première mention du nom de cette île, sous la forme Bartolomew, sur une carte attribuée au capitaine du Beagle, Robert FitzRoy, en 1836. L'Équateur s'est ensuite contenté d'officialiser ce nom sous la forme espagnole de Bartolomé.

## Géographie
L'île est située à l'est de l'île Santiago. Sa partie orientale est constituée de cônes volcaniques tandis que sa partie occidentale est formée d'une péninsule comportant plusieurs formations rocheuses dont le Pinnacle Rock, un rocher volcanique escarpé.